# La Coronilla
La Coronilla és una localitat balneària de l'Uruguai, ubicada a l'est del departament de Rocha.

## Geografia
La Coronilla es troba a l'est de Rocha, a prop de la frontera amb l'estat brasiler de Rio Grande do Sul. El poble pertany al sector 5 i s'ubica a 314 km de Montevideo, la capital del país. Els balnearis del Chuy i Punta del Diablo es troben a menys de 25 km.

## Història
El 13 de novembre de 1951 La Coronilla va rebre la categoria de "poble" pel decret 11.763.

## Població
D'acord amb les dades del cens del 2004, La Coronilla tenia 541 habitants. Aquesta xifra però assoleix els 3.000 habitants durant la temporada d'estiu austral (desembre a març).
| Any  | Població |
| ---- | -------- |
| 1963 | 492      |
| 1975 | 626      |
| 1985 | 593      |
| 1996 | 586      |
| 2004 | 541      |
| 2011 | 510      |

Font: Institut Nacional d'Estadística de l'Uruguai